# Tommy Milone
Tomaso Anthony »Tommy« Milone, ameriški bejzbolist, * 16. februar 1987, Saugus, Kalifornija, ZDA.
Milone je poklicni metalec in je trenutno prosti igralec (free agent).

## Univerzitetna kariera
Milone je bil član ekipe Trojancev na Univerzi v Južni Kaliforniji (University of Southern California).

## Poklicna kariera
Milone je bil izbran v 10. krogu nabora lige MLB leta 2008 s strani ekipe Washington Nationals. 
Svoj prvi nastop je imel 3. septembra 2011 proti ekipi New York Mets. Svojo prvo izločitev z udarci je dosegel proti Ángelu Pagánu, kasneje na tekmi pa v svojem prvem odbijalskem nastopu odbil trotečni domači tek kot 27. igralec v zgodovini lige MLB, ki mu je to uspelo. Tekmo je zapustil po 5,3 menjave. 
23. decembra 2011 je bil v zameno za Gia Gonzáleza in Roberta Gilliama skupaj z  Bradom Peacockom, Derekom Norrisom in A.J. Coleom poslan k ekipi Oakland Athletics. 